# Kerudu
Kerudu is een van de onbewoonde eilanden van het Lhaviyani-atol behorende tot de Maldiven.